# Льюис (округ, Западная Виргиния)
Льюис (англ. Lewis County) — один из 55 округов штата Западная Виргиния в США.

## Описание
Округ расположен в центральной части штата. Назван в честь полковника Чарльза Льюиса (1733—1774) — офицера, участвовавшего в битве при Пойнт-Плезант и героически погибшего в ней. Столица — Уэстон. Открытые водные пространства составляют 21 км² (2 % от общей площади округа в 1010 км²).

### Соседние округа
- Гаррисон (Западная Виргиния) — север
- Апшер (Западная Виргиния) — восток
- Уэбстер (Западная Виргиния) — юг
- Бракстон (Западная Виргиния) — юго-запад
- Гилмер (Западная Виргиния) — запад
- Додридж (Западная Виргиния) — северо-запад

## История
Округ был образован 18 декабря 1816 года путём отделения части округа Харрисон. В 1864 году была открыта первая в штате больница для душевнобольных West Virginia Hospital for the Insane, которая проработала до 1994 года. 1 ноября 1880 была открыта первая в округе железная дорога на участке Кларксберг—Уэстон. С 1897 по 1902 год Льюис держал первенство по добыче нефти среди остальных округов штата. 26 июля 1913 года был открыт первый в штате автосервис.

## Транспорт
Через округ проходят следующие крупные автодороги:
- автомагистраль I-79
- федеральная трасса U.S. Route 19
- федеральная трасса U.S. Route 33
- федеральная трасса U.S. Route 119

## Население
По данным переписи населения 2000 года в округе проживает 16 619 жителей в составе 6 946 домашних хозяйств и 4 806 семей. Плотность населения составляет 17 человек на км². На территории округа насчитывается 7 944 жилых строений, при плотности застройки 8 строений на км².
В составе 28,60 % из общего числа домашних хозяйств проживают дети в возрасте до 18 лет, 54,60 % домашних хозяйств представляют собой супружеские пары проживающие вместе, 10,50 % домашних хозяйств представляют собой одиноких женщин без супруга, 30,80 % домашних хозяйств не имеют отношения к семьям, 26,90 % домашних хозяйств состоят из одного человека, 13,00 % домашних хозяйств состоят из престарелых (65 лет и старше), проживающих в одиночестве. Средний размер домашнего хозяйства составляет 2,40 человека, и средний размер семьи 2,88 человека.
Возрастной состав округа: 22,10 % моложе 18 лет, 7,70 % от 18 до 24, 28,00 % от 25 до 44, 25,90 % от 45 до 64 и 16,40 % от 65 и старше. Средний возраст жителя округа 40 лет. На каждые 100 женщин приходится 94,20 мужчин. На каждые 100 женщин старше 18 лет приходится 91,40 мужчин.
Средний доход на домохозяйство в округе составлял 27 066 USD, на семью — 32 431 USD. Среднестатистический заработок мужчины был 27 906 USD против 18 733 USD для женщины. Доход на душу населения составлял 13 933 USD. Около 16,30 % семей и 19,90 % общего населения находились ниже черты бедности, в том числе — 27,00 % молодежи (тех кому ещё не исполнилось 18 лет) и 11,20 % тех кому было уже больше 65 лет.

### Историческая динамика численности населения
| 1820 год — 4247 жителей 1830 — 6241 (+47,0 %) 1840 — 8151 (+30,6 %) 1850 — 10 031 (+23,1 %) 1860 — 7999 (-20,3 %) 1870 — 10 175 (+27,2 %) 1880 — 13 269 (+30,4 %) | 1890 — 15 895 (+19,8 %) 1900 — 16 980 (+6,8 %) 1910 — 18 821 (+10,8 %) 1920 — 20 455 (+8,7 %) 1930 — 21 794 (+6,5 %) 1940 — 22 271 (+2,2 %) 1950 — 21 074 (-5,4 %) 1960 — 19 711 (-6,5 %) | 1970 — 17 847 (-9,5 %) 1980 — 18 813 (+5,4 %) 1990 — 17 223 (-8,5 %) 2000 — 16 919 (-1,8 %) 2010 — 16 368 (-3,3 %) 2011 — 16 416 (оценка) |

### Расовый состав
- Белые — 98,6 %
- Афроамериканцы — 0,1 %
- Азиаты — 0,3 %
- Коренные американцы — 0,2 %
- Гавайцы или уроженцы Океании — 0,0 %
- Две и более расы — 0,7 %
- Прочие — 0,1 %
- Латиноамериканцы (любой расы) — 0,5 %

## Достопримечательности
- Парк штата Стоунуолл-Джексон-Лейк[англ.]
  - Озеро Стоунуолл-Джексон[англ.]